# Titus Flavius Domitianus
Domitianus (Latijn: Titus Flavius Caesar Domitianus Augustus; Rome, 24 oktober 51 – aldaar, 18 september 96) was van 81 tot 96 keizer van het Romeinse Rijk. Domitianus was de derde en laatste keizer van de Flavische dynastie.
Domitianus’ jeugd en vroege carrière bracht hij grotendeels door in de schaduw van zijn broer Titus, die tijdens de eerste Joods-Romeinse oorlog militaire roem had geoogst. In deze situatie kwam geen verandering onder het bewind van zijn vader Vespasianus, die in 69 na de burgeroorlog die bekendstaat als het vierkeizerjaar, keizer was geworden. Hoewel Titus onder het bewind van zijn vader een groot aantal belangrijke ambten bekleedde, kreeg Domitianus weliswaar eervolle benoemingen, maar geen verantwoordelijkheden. Vespasianus stierf in 79 en werd opgevolgd door Titus. Aan diens bewind kwam twee jaar later echter een onverwacht einde toen hij in 81 door een dodelijke ziekte werd getroffen. Nog de volgende dag werd Domitianus door de pretoriaanse garde tot keizer uitgeroepen. Zijn bewind zou vijftien jaar duren - langer dan enige keizer ten tijde van het principaat had geregeerd sinds keizer Tiberius.
Als keizer versterkte Domitianus de economie door de Romeinse munten te revalueren. Hij breidde de grensverdediging van het Romeinse Rijk uit en startte een enorm bouwprogramma om de grote schade die Rome in de jaren zestig had opgelopen te herstellen. Belangrijke oorlogen werden uitgevochten in Britannia, waar zijn generaal Agricola een poging deed om Caledonië (Schotland) te veroveren en in Dacia (Roemenië), waar Domitianus er echter niet in slaagde een beslissende overwinning op koning Decebalus te boeken. De regering van Domitianus toonde totalitaire kenmerken; hij zag zichzelf als de nieuwe Augustus, een verlicht despoot voorbestemd om het Romeinse Rijk een nieuw tijdperk van schittering in te leiden. Religieuze, militaire en culturele propaganda bevorderde een persoonlijkheidscultus. Door zichzelf als censor voor het leven te benoemen probeerde hij de publieke en private moraal te controleren. Als gevolg daarvan was Domitianus zowel bij het volk als het leger populair. Het ontbrak hem echter aan de nodige sociale vaardigheden om zich ook populair te maken bij (delen van) de elite. Door leden van de Romeinse Senaat werd hij als een tiran beschouwd. Volgens Suetonius was hij de eerste Romeinse keizer die er op stond aangesproken te worden als dominus et deus (meester en god).
Aan Domitianus’ regering kwam in 96 n.Chr. een einde toen hij door medewerkers van het keizerlijk hof werd vermoord. Nog dezelfde dag werd hij door zijn adviseur Nerva opgevolgd. Na zijn dood werd Domitianus' gedachtenis veroordeeld. De Romeinse senaat sprak een damnatio memoriae uit. Senatoriale auteurs zoals Tacitus, Plinius de Jongere en Suetonius publiceerden geschiedenissen waarin Domitianus wordt beschreven als een wrede en paranoïde tiran. De moderne geschiedschrijving relativeert deze opvatting. In plaats daarvan wordt Domitianus gekarakteriseerd als een meedogenloze, maar efficiënte autocraat, wiens culturele, economische en politieke programma het fundament voor de relatief vreedzame 2e eeuw legde.

## Jeugd

### Familie
Domitianus werd op 24 oktober 51 in Rome geboren, ad malum punicum (bij de granaatappelboom, het adres van zijn geboortehuis) op de Quirinaal, een van de zeven heuvels van Rome. Hij was de jongste zoon van Titus Flavius Vespasianus (keizer Vespasianus) en Domitilla de Oudere. Hij had een oudere zuster, Domitilla de Jongere en een twaalf jaar  oudere broer, Titus Flavius Vespasianus (keizer Titus).
Decennia van burgeroorlog in de 1e eeuw voor Christus hadden de oude aristocratie van Rome behoorlijk uitgedund. In het eerste deel van de 1e eeuw kwam er deels naast en deels als vervanging een nieuwe Italische aristocratie op. Een van die families, de Gens Flavia (Flavianen) slaagde er tijdens de Julisch-Claudische dynastie in om in slechts vier generaties op te stijgen van relatieve obscuriteit tot de nieuwe keizerlijke familie. Al doende verwierf elke generatie zich meer rijkdom en status. Domitianus's overgrootvader, Titus Flavius Petro diende tijdens de burgeroorlog tussen Pompeius en Caesar als centurio in het leger van Pompeius. Zijn militaire carrière eindigde echter in schande toen hij in 48 v.Chr. tijdens de slag bij Pharsalus van het slagveld vluchtte.
Toch slaagde Petro er in om zijn positie sterk te verbeteren door met de extreem rijke Tertulla te trouwen. Haar fortuin garandeerde de opwaartse mobiliteit van Petro's zoon Titus Flavius Sabinus I, Domitianus' grootvader Sabinus vergrootte deze rijkdom nog door zijn werkzaamheden als tollenaar in Asia en bankier in Vindonissa, Helvetia (het moderne Zwitserland). Ook verkreeg hij mogelijk de ridderlijke rang. Door te trouwen met Vespasia Polla verbond hij zich aan de meer prestigieuze patricische gens Vespasia. Door deze verbinding zorgde hij ervoor dat zijn zonen Titus Flavius Sabinus II en Vespasianus de senatoriale rang konden verkrijgen.
Tijdens het doorlopen van zijn cursus honorum bekleedde Vespasianus de ambten van quaestor, aedile en praetor. Zijn carrière culmineerde in 51, het geboortejaar van Domitianus, in een consulschap. Als militair commandant had Vespasianus in 43 faam verworven door zijn deelname aan de Romeinse verovering van Groot-Brittannië. Toch spreken oude bronnen over armoede van de Flavische familie ten tijde van Domitianus' opvoeding; er wordt ook beweerd dat Vespasianus ten tijde van de keizers Caligula (37-41) en Nero (54-68) in ongenade was gevallen. In de moderne geschiedenis worden deze claims weerlegd. Men denkt nu dat deze verhalen later onder het Flavische bestuur circuleerden als onderdeel van een propagandacampagne om zich zo veel mogelijk te distantiëren van de minder goed bekendstaande keizers van de Julio-Claudische dynastie en de prestaties van Vespasianus zo veel mogelijk te associëren met keizer Claudius (41-54) en diens zoon Britannicus.
Het heeft er alle schijn van dat de Flavianen gedurende de jaren 40 en 60 hoog in de keizerlijke gunst stonden. Terwijl Titus samen met Britannicus, aan het hof werd opgevoed, had Vespasianus onder keizer Claudius een succesvolle politieke en militaire carrière. Na een lange periode buiten het publieke leven in de jaren 50, bekleedde hij in de laatste jaren van keizer Nero weer openbare ambten. In 63 was hij proconsul van de provincie Africa. Ook vergezelde hij Nero in 66 tijdens diens officiële rondreis door Griekenland.
In hetzelfde jaar kwamen de Joden in de provincie Judea tegen het Romeinse rijk in opstand in wat nu bekendstaat als de eerste Joods-Romeinse Oorlog. Vespasianus kreeg de leiding over het Romeinse leger dat de opstand moest onderdrukken. Titus, die zijn militaire opleiding op dat moment net had voltooid, kreeg de leiding over een legioen.

### Adolescentie
Vóór 69 waren Domitianus' moeder en zuster reeds gestorven. Zijn vader en broer waren in deze periode continu actief in het Romeinse leger, waar zij legers in respectievelijk Germania en Judea aanvoerden. Zijn broer Titus deed militaire ervaring op tijdens de Joodse Oorlog (66-70). Voor Domitianus betekende dit dat hij een aanzienlijk deel van zijn puberteit zonder nauwe verwanten doorbracht. In zijn kinderjaren waren zijn nichtje Julia (rond 61-89/90), dochter van Titus en Arrecina Tertulla, en hun beider voedster Phyllis belangrijk. Phyllis zou na Domitianus' dood zijn as met die van Julia in één urn mengen en in het familiemausoleum bijzetten. Tijdens de Joods-Romeinse oorlogen stond hij waarschijnlijk onder bescherming van zijn oom Titus Flavius Sabinus II, die op dat moment dienstdeed als stadsprefect van Rome, of misschien zelfs van Marcus Coccejus Nerva, een trouwe vriend van zijn vader en de latere opvolger van Domitianus zelf.

### Keizerschap vader en broer
In zijn jeugd en vroege carrière stond Domitianus grotendeels in de schaduw van zijn broer Titus. Deze situatie zette zich voort onder de heerschappij van zijn vader Vespasianus, die na de burgeroorlog, die bekendstaat als het Vierkeizerjaar, in 69 keizer van het Romeinse Rijk werd. Vespasianus was al op 1 juli 69 door zijn troepen in Alexandrië tot keizer uitgeroepen. Vitellius, eerst gouverneur van Germanië, later door zijn troepen tot keizer uitgeroepen en concurrent van Vespasianus, werd, na de inname van Rome wat met veel bloedvergieten gepaard ging, in december 69 vermoord. Domitianus was op het Capitool tussen strijdende partijen van Vitellius en Vespasianus knel komen te zitten. Hij zocht zijn toevlucht bij een tempelbewaker en ontkwam in de kledij van een priester of aanhanger van de Egyptische godin Isis in de Tempel van Isis en Serapis op het Capitool, op de plek waar tegenwoordig de middeleeuwse kerk Santo Stefano del Cacco staat. Zijn oom Sabinus kwam op het Capitool om. Isis werd al in de late republiek in Rome en andere delen van het Romeinse Rijk vereerd, dus al lang voordat Egypte vanaf 30 v.Chr. deel ging uitmaken van het Romeinse Rijk. Domitianus rekende Minerva en Isis tot zijn beschermgodinnen.
Terwijl Titus als medekeizer samen met zijn vader heerste, kreeg Domitianus weliswaar onderscheidingen, maar geen eigen verantwoordelijkheden.
Titus' plundering van Jeruzalem, inclusief de tempel van Jeruzalem, 'gaf Vespasianus vrijwel meteen de wind in de zeilen. De buit was enorm: van het goud en zilver werd bijvoorbeeld de bouw van het Colosseum bekostigd, mede uitgevoerd door slaafgemaakte Joden uit Judea.' De Joodse diaspora begon naar alle delen van het Romeinse Rijk. 'Velen kwamen naar Rome, waar al vanaf de tweede eeuw v.Chr. een Joodse gemeenschap leefde.'

### Huwelijk
Hoewel zijn politieke en militaire carrière aanvankelijk alleen maar teleurstellingen opleverde, was Domitianus in zijn privéleven in de jaren 70 wel succesvol. Vespasianus probeerde een dynastiek huwelijk tussen zijn jongste zoon en de dochter van Titus, Julia Flavia te arrangeren,, Domitianus was echter onvermurwbaar in zijn liefde voor Domitia Longina. Hij ging zelfs zo ver haar wettige echtgenoot Lucius Aelius Lamia er goedschiks of kwaadschiks van te overtuigen van haar te scheiden, zodat Domitianus zelf met haar kon trouwen.

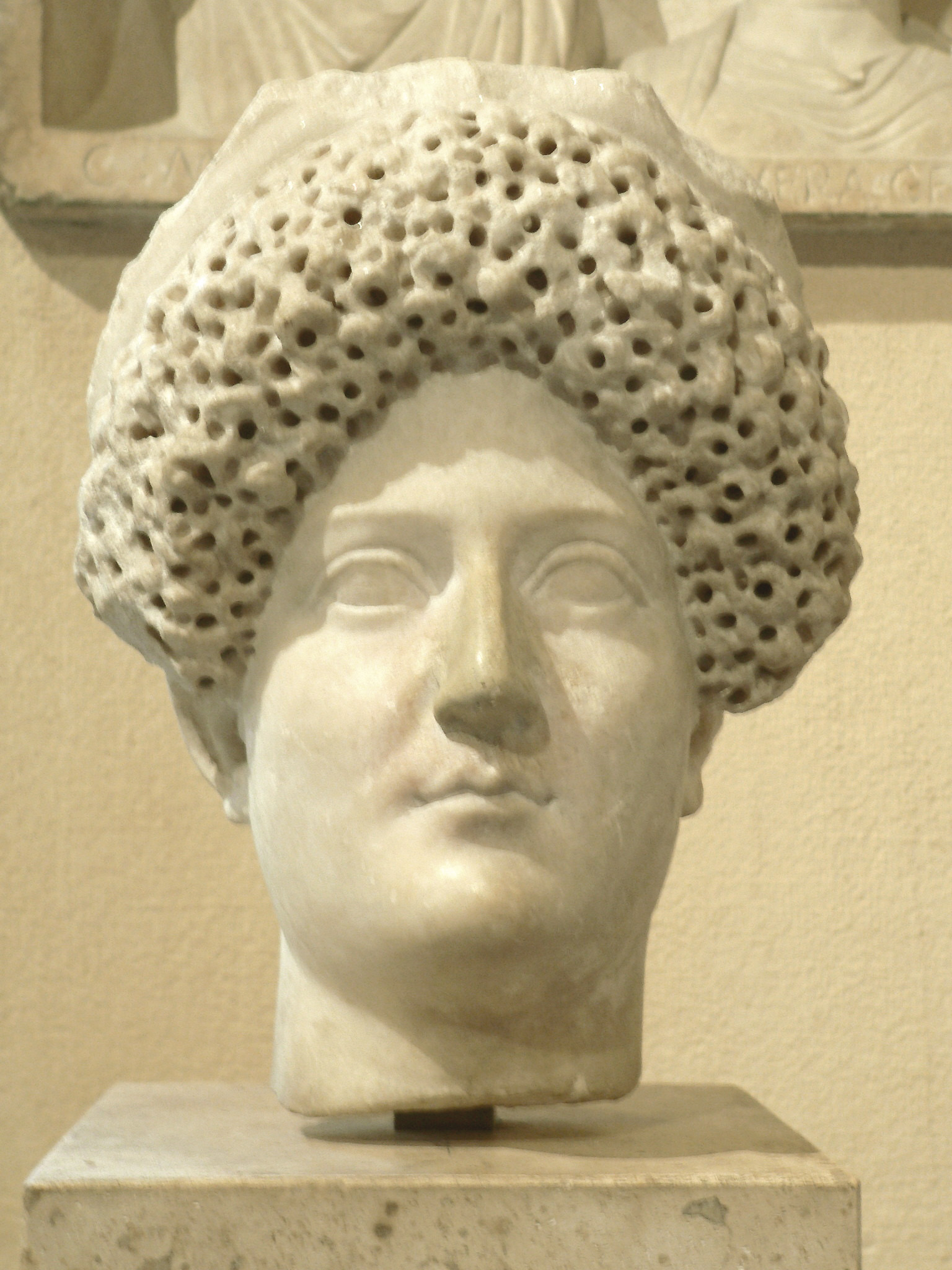
Domitia Longina met Flaviaans kapsel (Louvre)

Ondanks deze aanvankelijke roekeloosheid was de alliantie voor beide families zeer prestigieus. Domitia Longina was de jongste dochter van Gnaeus Domitius Corbulo, een gerespecteerd en hoog in aanzien staand generaal en politicus. In Nederland is Corbulo vooral bekend van het naar hem vernoemde kanaal van Corbulo. Na de mislukte Pisoniaanse samenzwering tegen Nero was Corbulo in 65 gedwongen om zelfmoord te plegen. Het huwelijk tussen Domitianus en Longina zou de banden met de senatoriale oppositie kunnen herstellen, maar stond ook ten dienste van de bredere Flavische propaganda van die tijd. Deze streefde ernaar om het politieke succes van Vespasianus onder Nero wat weg te moffelen. In plaats daarvan werden verbindingen met Claudius en Britannicus en Nero's slachtoffers benadrukt en werden anderen, die door Nero waren benadeeld, door Vespasianus gerehabiliteerd.
In 73 werd Domitia's en Domitianus' enige officieel geattesteerde zoon geboren. Het is niet bekend hoe de jongen heette, maar hij stierf in zijn jeugd ergens tussen 77 en 81. Kort na zijn verheffing als keizer schonk Domitianus de eretitel van Augusta aan Domitia, terwijl hij hun zoon vergoddelijkte. Zijn zoon werd als zodanig op de voorzijde van de muntsoorten uit deze periode afgebeeld. Niettemin werd het huwelijk in 83 met een grote crisis geconfronteerd. Om onbekende redenen stuurde Domitianus zijn vrouw Domitia voor korte tijd in ballingschap. Maar al snel riep hij haar terug, hetzij uit liefde of als gevolg van geruchten dat hij een relatie met zijn nichtje Julia Flavia had. Jones acht de kans het grootst dat hij zijn vrouw in ballingschap stuurde omdat hij gefrustreerd was in haar onvermogen een erfgenaam te produceren.
Tegen 84 was Domitia weer terug in het paleis, waar zij de rest van de regering van Domitianus zonder verdere incidenten vertoefde. Er is weinig bekend van Domitia's activiteiten als keizerin of hoeveel invloed zij heeft gehad op de regering van Domitianus, maar haar rol lijkt beperkt te zijn geweest. Van Suetonius weten we dat zij de keizer in ieder geval naar het amfitheater vergezelde, terwijl de joodse schrijver Josephus spreekt van gunsten die hij van haar verkreeg. Het is niet bekend of Domitianus andere, onechtelijke kinderen had. Ondanks beschuldigingen van Romeinse bronnen van overspel en echtscheiding lijkt het huwelijk gelukkig te zijn geweest.

### Dood van vader en broer
Vespasianus stierf echter in 79. Hij werd opgevolgd door Titus. Deze stierf twee jaar later in september 81 onverwacht na een kort ziekbed. Er gingen geruchten 'dat Domitianus actief de hand zou hebben gehad in Titus' ontijdige dood'. Volgens Cassius Dio was Titus al eerder door zijn broer belaagd. Domitianus zou zijn broer in een kist vol sneeuw hebben gestopt, toen deze tijdens zijn ziekte vroeg om wat verkoeling en Titus' laatste woorden zouden zijn geweest: 'Ik heb maar één grote fout gemaakt'. Volgens Dio lag die fout er in, dat hij Domitianus niet had laten doden.
Volgens Philostratus' Leven van Apollonius van Tyana (na 217 voltooid) was de pythagorese filosoof Apollonius van Tyana de weldoener en adviseur van Vespasianus en Titus geweest. Apollonius zou Titus' dood door de hand van Domitianus hebben voorspeld. Apollonius zou in aanvaring met Domitianus zijn gekomen en deze sloot hem op in de gevangenis in Rome. Maar Apollonius werd vrijgesproken en zou ongemerkt zijn verdwenen. Philostratus maakt ook melding van de moord op Domitianus: Domitianus had oud-consul (en achterneef) Clemens gedood, 'aan wie hij [de dochter van] zijn eigen zuster tot vrouw had gegeven', en zij moest volgen, en toen zou Stephanos, haar vrijgelatene, in Rome een moordaanslag op hem hebben gepleegd, die werd voltooid door Domitianus' eigen lijfwacht. Apollonius nam als ziener het gebeuren waar toen hij in Efese was en riep: 'Sla de tiran neer, sla hem neer.' Apollonius zou bovendien een brief met adviezen over regeringszaken aan Domitianus' opvolger Nerva hebben geschreven.
De dag na Titus' overlijden werd Domitianus door de pretoriaanse garde uitgeroepen tot keizer. Zo begon een heerschappij die vijftien jaar duurde, de langste heerschappij sinds het keizerschap van Tiberius, 60 jaar eerder.

## Keizerschap
Domitianus was een kundig bestuurder en bevelvoerder van het leger. Ook breidde Domitianus de grensverdediging van het rijk uit en startte hij een enorm bouwprogramma om het na de grote brand onder Nero beschadigde Rome te herstellen. De regering van Domitianus vertoonde totalitaire kenmerken; hij zag zichzelf als de nieuwe Augustus, een verlicht despoot voorbestemd om het Romeinse Rijk te begeleiden in een nieuw tijdperk van schittering. Religieuze, militaire en culturele propaganda stimuleerde een persoonsverheerlijking, en door zichzelf te benoemen tot eeuwige censor, wilde hij de publieke en private moraal controleren. Als gevolg daarvan, was Domitianus populair bij het volk en het leger, maar werd hij door Romeinse elite met name de senaat als een tiran beschouwd. Vooral Tacitus had weinig goede woorden voor hem over.

### Financieel beleid
Als keizer versterkte Domitianus de economie door de herwaardering van de Romeinse munteenheid. Hij slaagde erin de schatkist weer gevuld te krijgen.
Domitianus' neiging tot micromanagement komt nergens duidelijker tot uiting dan in zijn financieel beleid. De vraag of Domitianus het Romeinse Rijk op het moment van zijn voortijdig overlijden achterliet met een schuld of met een overschot werd fel gedebatteerd. Het voorhanden bewijsmateriaal wijst echter op een evenwichtige economie gedurende het grootste deel van de regering van Domitianus. Bij de start van zijn keizerschap revalueerde hij de Romeinse munteenheid aanzienlijk. Hij verhoogde het zilvergehalte van de denarius van 90% tot 98% - het werkelijke zilvergewicht van een munt steeg van 2,87 gram tot 3,26 gram. Een financiële crisis in het jaar 85 dwong Domitianus echter tot een devaluatie van het zilvergehalte en het absolute gewicht tot respectievelijk 93,5% en 3,04 gram. Toch waren deze nieuwe waarden nog steeds hoger dan de niveaus die Vespasianus en Titus tijdens hun bewind aanhielden. Een strikte belastingpolitiek stelde Domitianus in staat om deze getallen gedurende de resterende elf jaar van zijn bewind te handhaven. De munten uit deze periode zijn van een zeer constante kwaliteit. Opvallend zijn de nauwgezette aandacht voor de titulatuur van Domitianus en de verfijnde portretten op de achterzijde van de munten.
Jones schatte het jaarinkomen van Domitianus op meer dan 1.200 miljoen sestertiën, waarvan ruim een derde vermoedelijk werd besteed aan het in stand houden van het Romeinse leger. De andere grote kostenpost was de uitgebreide reconstructie van de stad Rome. Op het moment dat Domitianus aan de macht kwam had de stad nog steeds te lijden van de schade die was veroorzaakt door de grote brand van 64, de burgeroorlog van 69 en de brand in het jaar 79. Veel verder gaand dan een renovatieproject was Domitianus' bouwprogramma bedoeld als de culminatie van een keizerrijk-brede culturele renaissance. Er werden ongeveer vijftig grote bouwwerken gebouwd, gerestaureerd of voltooid, een bouwprogramma dat alleen met dat van Augustus was te vergelijken. Onder de belangrijkste nieuwe gebouwen waren een odeum, een stadion en een uitgestrekt paleis op het Palatijn dat bekendstond als het Flavische paleis. Dit laatste gebouw werd ontworpen door Domitianus' meester-architect Rabirius. Het belangrijkste gebouw dat Domitianus liet restauren was de tempel van Jupiter op het Capitool. Dit werd naar verluidt bedekt met een verguld dak. Onder de voltooide gebouwen waren de tempel van Vespasianus en Titus, de boog van Titus en het Colosseum, waar hij een vierde niveau aan toevoegde en waar hij de overdekte tribunes voltooide.

### Religieuze politiek
Domitianus geloofde vast aan de traditionele Romeinse religie. Hij zag er persoonlijk op toe dat de oude gewoonten en zeden tijdens zijn beleid werden nageleefd. Om de goddelijke natuur van het Flavische bestuur te rechtvaardigen, benadrukte Domitianus zijn connecties met de belangrijkste godheid Jupiter, misschien wel in de eerste plaats door de indrukwekkende restauratie van de tempel van Jupiter op de Capitool. Een kleine kapel, gewijd aan Jupiter Conservator, werd in de buurt van het huis gebouwd, waarnaar Domitianus op 20 december voor zijn eigen veiligheid was gevlucht. Later in zijn regering liet hij dit vervangen door een duurder gebouw, dat gewijd werd aan Jupiter Custos. De godin die hij echter het meest aanbad was Minerva. Niet alleen had hij een aan haar gewijd persoonlijk heiligdom in zijn slaapkamer, ook werd Minerva regelmatig - in vier verschillende typen - op zijn munten afgebeeld en richtte hij een naar haar vernoemd legioen, Legio I Minervia op.

### Reorganisatie aan de Rijn
Hij reorganiseerde de legioenen aan de Rijn. De 22ste Primigenia werd van Neder- naar Opper-Germania verplaatst en vervangen door een nieuw legioen: de eerste Minervia. Hij slaagde erin de Chatti te onderwerpen en zo kwam een deel van Germania (het huidige Baden-Württemberg) in Romeinse handen.

### Oorlog in Britannia
Ook in Brittania werd tijdens zijn bewind een flinke oorlog uitgevochten. Zijn generaal Gnaeus Julius Agricola deed een poging om Caledonië (Schotland) te veroveren. Nadat er echter problemen aan de Donaugrens waren ontstaan trokken de Romeinen zich naar het zuiden terug. De benodigde mankracht en financiën waren elders harder nodig.
In het jaar 82 stak Agricola een onbekend water over. Aan de overkant versloeg hij een aantal tot dan toe niet aan de Romeinen bekende volkeren. Hij versterkte de tegenover Ierland gelegen Schotse kust. Tacitus herinnerde eraan dat zijn schoonvader beweerde dat het gehele eiland kon worden veroverd met een legioen en een aantal hulptroepen. Agricola had onderdak geboden aan een verbannen Ierse koning, die hij hoopte te kunnen gebruiken als excuus voor een verovering van Ierland. Tot een dergelijke expeditie is het echter nooit gekomen. Sommige historici geloven echter dat de hiervoor beschreven overtocht in feite een kleinschalige verkennings en/of strafexpeditie naar Ierland was Het volgende jaar verlegde Agricola zijn aandacht naar Schotland. Hij bouwde een vloot en stak de rivier de Forth over om daarna Caledonia binnen te vallen. Om de opmars te ondersteunen en te beschermen liet hij door zijn legionnairs een groot fort bouwen in Inchtuthil. In de zomer van 84 stond Agricola in de slag bij de Hagelberg tegenover de legers van de Caledoniërs. Dezen werden geleid door Calgacus. Hoewel de Romeinen zware verliezen aan de vijand toebrachten, wist toch twee derde van de Caledonische strijdmacht te ontkomen. Zij wisten zich verborgen te houden in de Schotse moerassen en Schotse Hooglanden. Zo slaagden zij er op passieve wijze in te voorkomen dat Agricola het gehele Britse eiland onder zijn controle kon brengen

### Dacische oorlogen
De belangrijkste bedreiging voor het Romeinse Rijk ten tijde van de regering van Domitianus kwam vond zijn oorsprong in de noordelijke provincies van Illyricum. Hier vielen de Sueven, de Sarmaten en de Daciërs de Romeinse nederzettingen langs de rivier de Donau continu lastig. Van deze drie vormden de Sarmaten en de Daciërs de ernstigste bedreiging. Rond 84 of 85 staken de Daciërs, onder leiding van hun koning Decebalus, de Donau over naar de provincie Moesia, waar zij op uitgebreide schaal plunderden en er zelfs in slaagden de Romeinse gouverneur van Moesia, Oppius Sabinus, van het leven te beroven.

De Romeinse provincie Dacia (in het lichtpaars) na de verovering door Trajanus in 106, met de Zwarte Zee helemaal rechtsonder.

Domitianus startte snel een tegenaanval. Vergezeld van een grote strijdmacht onder leiding van zijn pretoriaanse prefect Cornelius Fuscus reisde hij persoonlijk naar de regio. Fuscus dreef de Daciërs medio 85 terug over de Donaugrens. Dit succes stelde Domitianus in staat om naar Rome terug te keren en daar zijn tweede triomf te vieren. De overwinning bleek echter van korte duur, vroeg in het jaar 86 begon Fuscus aan een noodlottige expeditie naar Dacia. Dit resulteerde in de volledige vernietiging van het vijfde legioen, Legio V Alaudae tijdens de Eerste slag bij Tapae. Fuscus werd gedood, en de legioenstandaard van de pretoriaanse garde ging verloren. Het verlies van de legioenstandaard, of Aquila, duidde op een verpletterende nederlaag en vormde een ernstige belediging van de Romeinse eer.
Domitianus keerde in augustus 86 naar Moesia terug. Hij verdeelde de provincie in twee delen: Neder-Moesia en Opper-Moesia. Ook plaatste hij drie extra legioenen over naar de Donaugrens. In 87 vielen de Romeinen Dacia voor het tweede achtereenvolgende jaar binnen, dit keer onder het commando van Tettius Julianus. Aan het eind 88 wisten de Romeinen Decebalus op dezelfde plaats te verslaan, waar Fuscus eerder was omgekomen. Een aanval op de Dacische hoofdstad Sarmizegetusa werd echter uitgesteld, vanwege de in 89 ontstane problemen in Opper-Germania (opstand van Saturninus). Om een tweefrontenoorlog te voorkomen, stemde Domitianus in met de door Decebalus gestelde vredesvoorwaarden. Romeinse troepen kregen vrij toegang tot Dacia. In ruil hiervoor bedong Decebalus een jaarlijkse subsidie van 8 miljoen sestertiën. Contemporaine auteurs uitten na Domitianus's dood zware kritiek op dit verdrag, dat als een schande werd beschouwd. De dood van Sabinus en Fuscus bleef ongewroken. Tijdens de resterende zeven jaar van de regering van Domitianus bleef Dacia een relatief vredig vazalkoninkrijk. Wel zou Decebalus zijn jaarlijkse Romeinse subsidie hebben gebruikt om zijn verdediging te versterken.
Domitianus wilde waarschijnlijk een nieuwe oorlog tegen de Daciërs. Hij versterkte het leger in Opper-Moesia met nog twee cavalerie-eenheden die hij uit Syrië liet overkomen en met ten minste vijf cohorten uit Pannonia. Trajanus zette Domitianus' politiek voort en breidde de hulptroepen in Opper-Moesia met twee eenheiden uit. Trajanus zou deze troepen inzetten in zijn Dacische oorlogen. Uiteindelijk zouden de Romeinen in 106 een beslissende overwinning tegen Decebalus behalen. Opnieuw leed het Romeinse leger zware verliezen, maar desondanks slaagde Trajanus erin om de Dacische hoofdstad Sarmizegetusa in te nemen. Belangrijker nog was de controle die de Romeinse staat verkreeg over de Dacische goud- en zilvermijnen.

### Opstand van Saturninus

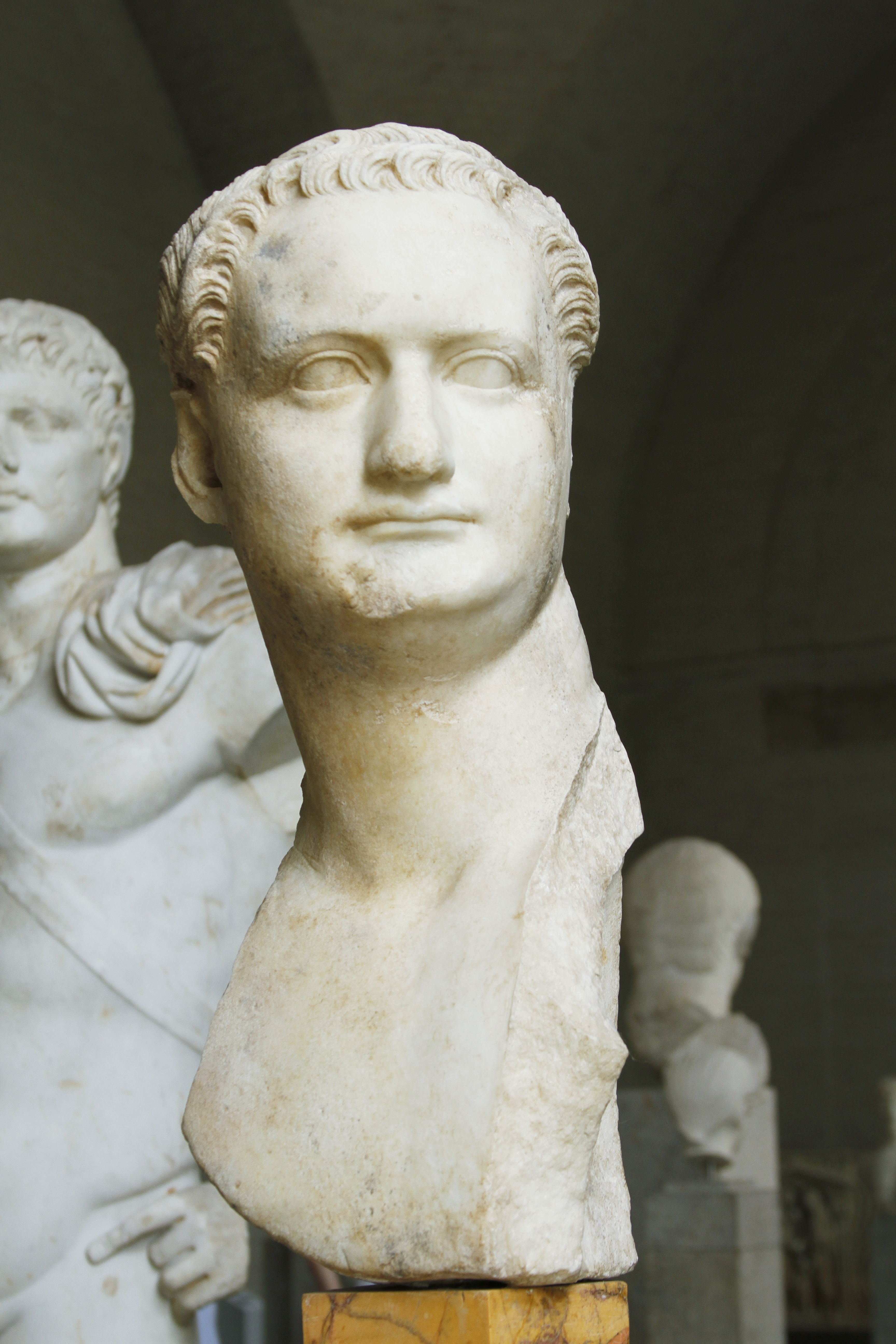
Domitianus, Capitolijns museum, Rome

Op 1 januari 89 kwamen de gouverneur van Germania Superior, Lucius Antonius Saturninus met hoofdkwartier in Mogontiacum (het huidige Mainz) en zijn twee in één kamp gelegerde legioenen, Legio XIV Gemina en Legio XXI Rapax in opstand tegen het centrale gezag van het Romeinse Rijk. Zij zouden hierbij worden geholpen door de Chatten. De precieze oorzaak van de rebellie is onzeker. Het heeft er echter alle schijn van dat de opstand geen spontane gebeurtenis was, maar ruim van tevoren was gepland. De officieren van senatoriale rang waren het mogelijk niet eens met de naar hun mening te defensieve militaire strategie van Domitianus, zoals zijn beslissing om de Germaanse grens te fortificeren in plaats van aan te vallen. Mogelijk speelden ook de recente terugtrekking van troepen uit Britannia en het toenmalige beleid om de Dacische leider Decebalus middels subsidies af te kopen een rol. Tegen deze speculatie spreekt dat men blijkbaar, iets wat hoogst ongebruikelijk en ook niet echt verstandig is, wil men een succesvolle opstand organiseren, een verbond met de Chatten wilde sluiten om tegen andere Romeinen te vechten.
Hoe dan ook, Saturninus en zijn officieren hadden zich misrekend. De opstand bleef strikt beperkt tot Germania Superior, de provincie van Saturninus. Geruchten over de opstand verspreidden zich al snel naar de naburige provincies en vandaar naar Rome. De gouverneurs van buurprovincies kwamen onmiddellijk in actie. De gouverneur van Germania Inferior, Lappius Maximus trok met zijn troepen langs de Rijn op naar het zuiden. Hij werd bijgestaan door de procurator van Rhaetia, Titus Flavius Norbanus, die uit het zuidoosten optrok. Vanuit Hispania trok de toekomstige keizer Trajanus vergezeld van zijn legioen in ijltempo naar het noordoosten op. Domitianus zelf trok met de pretoriaanse garde vanuit Rome naar het noorden. Verder zouden door de invallende dooi de Chatten de Rijn niet hebben kunnen oversteken om Saturninus met hulptroepen te ondersteunen. Binnen vierentwintig dagen werd de opstand neergeslagen. De leiders werden in Mogontiacum (Mainz) wreed gestraft. Hun hoofden werden naar Rome gestuurd en daar op het rostra tentoongesteld. Een van de muitende legioenen (Legio XXI Rapax) werd naar het front in Pannonië gestuurd. Domitianus vaardigde een wet uit dat nooit meer dan één legioen in legerkamp mocht verblijven. De legioenen die hadden geholpen bij het neerslaan van de opstand en hun leiders werden hiervoor beloond.
Lappius Maximus verkreeg het gouverneurschap van de provincie Syria, in mei 95 een consulaat en ten slotte een priesterschap (hij trad toe tot het college van Pontifices) dat hij in het jaar 102 nog steeds bekleedde. Titus Flavius Norbanus is mogelijk tot prefect van Egypte benoemd. Hij werd in 94 vrijwel zeker tot prefect van de pretoriaanse garde benoemd met Titus Petronius Secundus als zijn collega. Domitianus opende het jaar dat op de opstand opvolgde door het consulaat te delen met Marcus Coccejus Nerva, wat erop wijst dat de laatste een rol had gespeeld bij het blootleggen van de samenzwering, misschien op een vergelijkbare wijze als de rol die hij speelde tijdens de Pisoniaanse samenzwering onder Nero. Hoewel er weinig bekend is over het leven en de carrière van Nerva vóór zijn optreden als keizer in 96, lijkt hij een diplomaat te zijn geweest met een groot aanpassingsvermogen. Hij overleefde politiek meerdere regimeveranderingen en ontpopte zich als een van de meest vertrouwde adviseurs van de Flavische dynastie. Zijn consulaat kan daarom bedoeld zijn om de stabiliteit en de status quo van het regime te benadrukken. De opstand was onderdrukt en het keizerrijk ging over tot de orde van de dag.

### Relatie met Senaat
Sinds de val van de Republiek was het gezag van de Romeinse Senaat onder het quasi-monarchale regeringssysteem, dat geleidelijk aan vorm had gekregen onder het langdurige heerschappij van de eerste keizer Augustus, stapje voor stapje uitgehold. Dit systeem staat bekend als het principaat. Het principaat voorzag in een de facto dictatoriaal regime, waarbij daarnaast het formele raamwerk van de Romeinse Republiek wel in stand bleef. De meeste keizers handhaafden de publieke façade van een democratie, en in ruil daarvoor erkende de Senaat impliciet de status van de keizer als de facto monarch. Sommige keizers behandelden deze impliciete regeling echter met minder subtiliteit dan anderen. Domitianus was hier een voorbeeld van. Vanaf het begin van zijn regering benadrukte hij de realiteit van zijn autocratie. Hij had een hekel aan aristocraten en was ook niet bang dit te laten blijken. Hij trok elke beslissingsbevoegdheid van de Senaat in. In plaats daarvan vertrouwde hij op een klein aantal vrienden en ridders (equites) om de belangrijke ambten van staat te controleren. De afkeer was wederzijds. Na de moord op Domitianus haastten de senatoren zich naar de Senaat, waar zij meteen een damnatio memoriae uitspraken. Het regime van Domitianus moest zo snel mogelijk in de vergetelheid verdwijnen. Onder de heerschappij van de Nerviaans-Antoniaanse dynastie publiceerden meerdere schrijvers van senatoriale rang geschiedenissen, waarin zij hun visie probeerden te onderbouwen dat Domitianus een tiran was.
Niettemin suggereert het bewijs dat Domitianus wel degelijk concessies aan de heersende opinie in de senaat deed. Terwijl zijn vader en broer de consulaire macht grotendeels in handen van de Flavische familie hadden geconcentreerd, liet Domitianus een verrassend hoog aantal provinciale senatoren en potentiële tegenstanders tot de consulaire waardigheid toe. Naar deze consul ordinarus werd als hoofd van de officiële kalender het nieuwe jaar genoemd. Of dit een oprechte poging was om zich met vijandige facties in de Senaat te verzoenen kan niet worden vastgesteld. Door het aanbieden van het consulaat aan potentiële tegenstanders, kan Domitianus mogelijk het doel hebben gehad om deze senatoren in de ogen van hun aanhangers te compromitteren. Als hun taakinvulling in Domitianus' ogen onvoldoende was, werden zij bijna altijd voor de rechter gedaagd en vervolgens verbannen of geëxecuteerd. Hun bezittingen werden dan in beslag genomen.
Zowel Tacitus en Suetonius spraken van escalerende vervolgingen tegen het einde van de regering van Domitianus. Zij identificeren een sterke toename vanaf ongeveer 93, of enige tijd na de mislukte opstand van Saturninus in 89. Ten minste twintig senatoriale opponenten werden geëxecuteerd, waaronder de voormalige echtgenoot van Domitia Longina, Lucius Aelius Lamia en drie leden uit Domitianus' eigen familie, Titus Flavius Sabinus, Titus Flavius Clemens en Marcus Arrecinus Clemens.
Sommige van deze mannen werden echter al in 83 of 85 geëxecuteerd, wat Tacitus' notie van een "schrikbewind" aan het eind van de regering van Domitianus niet echt ondersteunt. Mogelijk was het voor Tacitus onder het nieuwe regime verstandig wat extra afstand tot Domitianus te scheppen. Volgens Suetonius' werden sommigen vanwege corruptie of hoogverraad veroordeeld, anderen echter om triviale redenen. Domitianus rechtvaardigde deze veroordelingen door zijn constatering:

Hij placht te zeggen dat het lot van keizers hoogst ongelukkig was, omdat als zij een samenzwering ontdekten, niemand de keizers geloofde, tenzij zij werden vermoord.
— Suetonius, Vita Domitiani 21.

Jones vergelijkt de executies van Domitianus met die door keizer Claudius (41-55). Hij wijst er op dat Claudius ongeveer 35 senatoren en 300 ridders (equites) liet executeren, maar toch door de Senaat werd vergoddelijkt en als een van de betere keizers uit de geschiedenis wordt gezien. Domitianus was blijkbaar echter niet in staat om draagvlak onder de aristocratie te verkrijgen, ondanks pogingen om vijandige facties met consulaire benoemingen te paaien. Zijn autocratische stijl van regeren accentueerde te veel het verlies aan macht van de Senaat, terwijl zijn beleid om patriciërs en zelfs eigen familieleden als gewone Romeinen te behandelen hem hun minachting opleverde.

## Vermoord
Aan de heerschappij van Domitianus kwam op 18 september 96 abrupt een einde toen hij in zijn eigen paleis werd vermoord. Deze moord was het resultaat van een samenzwering waarbij leden van Domitianus' eigen hofhouding samenspanden met delen van de pretoriaanse garde. Bij deze samenzwering waren mogelijk zijn vrouw Domitia en officieren van de pretoriaanse garde betrokken. Suetonius geeft een zeer gedetailleerde beschrijving van het complot en de moord.
's Nachts had Domitianus slecht geslapen en was wakker geschrokken uit een nachtmerrie, waarin zijn dood werd aangekondigd. 's Morgens ontving hij een waarzegger uit Germanië, die een machtswisseling voorspelde. Die man werd meteen ter dood gebracht. Hij vroeg op een gegeven moment aan een dienaar hoe laat het was, maar die loog er een uur extra bij. Domitianus dacht dat de dreiging van een moordaanslag nu voorbij was en kleedde zich aan. Zijn kamerheer en vertrouweling Parthenius kondigde toen een dringend bezoek aan.
Suetonius beweert dat Domitianus' kamerheer Parthenius de belangrijkste aanstichter achter de samenzwering was. Zijn voornaamste motief zou de recente executie van Domitianus' secretaris Epaphroditus zijn geweest. Parthenius gold voor alle schrijvers als een van de hoofdverdachten, of hij nu zelf de doodsteek toebracht of daartoe opdracht gaf. Suetonius sprak ook over betrokken 'vrienden en vertrouwde vrijgelatenen'.
De moord zelf zou zijn uitgevoerd door een vrijgelatene van Parthenius met de naam Maximus, en een hofmeester in dienst van een nichtje van Domitianus, Flavia Domitilla, genaamd Stefanus. Suetonius voert Stephanus op als de zaakwaarnemer van Domitianus' nichtje Domitilla, de dochter van zijn gelijknamige en vroeggestorven zuster. Toen Domitianus verzet bood, schoten Clodianus, een adjudant van een prefect, Maximus, een vrijgelatenen van Parthenius, en Satur, hoofd van de kamerdienaars, te hulp 'plus nog een paar man uit de gladiatorenschool. die brachten hem zeven wonden toe en staken hem zo dood'. Getuige zou een jonge slaaf zijn geweest, die zorg droeg voor de huisgoden in de slaapkamer.
In de versie van Cassius Dio gaat het naast Parthenius ook om Stephanus en de vrijgelatene Maximus. De prefecten van de pretoriaanse garde waren volgens hem ook op de hoogte. Ook Nerva zou op de hoogte zijn geweest. Nerva zou gevreesd hebben door Domitianus te worden vermoord, omdat astrologen zijn keizerschap zouden hebben voorspeld.
De precieze betrokkenheid van de pretoriaanse garde is minder duidelijk. Ten tijde van de moord stond de garde onder bevel van de prefecten Titus Flavius Norbanus en Titus Petronius Secundus. De laatste was vrijwel zeker op de hoogte van het complot. Cassius Dio die bijna honderd jaar na de moord schreef, rekent ook Domitia Longina onder de samenzweerders, maar in het licht van haar toewijding, zelfs jaren na de dood van haar man, lijkt haar betrokkenheid bij het complot zeer onwaarschijnlijk.
Philostratus noemt in het Leven van Apollonius van Tyana Stephanus, die Domitianus in de dij stak met een dolk, waarna een worsteling begon en de lijfwacht die toesprong en de keizer afmaakte.
Nog op dezelfde dag van de moord werd hij opgevolgd door de vroegere vriend van zijn vader, Nerva. Na zijn dood, werd de nagedachtenis aan Domitianus vervloekt door de Romeinse Senaat. Senatoriale auteurs zoals Tacitus, Plinius de Jongere en Suetonius publiceerden geschriften waarin de opvatting werd gepropageerd dat Domitianus een wrede en paranoïde tiran zou zijn geweest. Volgens Philostratus zou de pythagorese filosoof Apollonius van Tyana een voorstander van Vespasianus, Titus en Nerva zijn geweest en fel tegenstander van Domitianus. Moderne geschiedkundigen relativeren deze opvatting; in plaats daarvan karakteriseren zij Domitianus als een meedogenloze, maar wel efficiënte autocraat, wiens culturele, economische en politieke programma het fundament legde voor de relatief vreedzame 2e eeuw.

## Nalatenschap

### Antieke bronnen
De antieke weergave van Domitianus is meestal negatief, aangezien de meeste van de antieke bronnen nauw gerelateerd waren aan de Senatoriale of aristocratische klasse, waarmee Domitianus een notoir moeilijke relatie onderhield. Verder publiceerden contemporaine historici zoals Plinius de Jongere, Tacitus en Suetonius hun verhaal over zijn bewind pas nadat dit was beëindigd; en nadat de Senaat in een damnatio memoriae zijn nagedachtenis had vervloekt. Het werk van Domitianus' hofdichters Martialis en Statius is zo goed als het enige literaire bewijs dat tijdens zijn regime zelf werd geschreven. Misschien net zo weinig verrassend als de negatieve grondhouding van de post-Domitiaanse historici, zo waren de lofdichten van Martialis en Statius zeer vleiend. Zij prezen de prestaties van Domitianus als gelijk staand aan die van de goden.
De meest uitgebreide beschrijving van het leven van Domitianus, dat aan ons is overgeleverd, werd geschreven door de historicus Suetonius, die tijdens de regering van Vespasianus werd geboren. Hij publiceerde zijn werken ten tijde van het bewind van keizer Hadrianus (117-138). Zijn De Vita Caesarum is de bron van veel van wat over Domitianus bekend is. Hoewel zijn tekst overwegend negatief is, wordt Domitianus niet alleen veroordeeld. Volgens Suetonius startte zijn keizerschap goed, maar verwerd het geleidelijk aan tot een terreurbewind. De biografie is echter problematisch, aangezien het werk zich met betrekking tot Domitianus' bewind en persoonlijkheid lijkt tegen te spreken; Domitianus wordt tegelijkertijd gepresenteerd als een gewetensvolle, gematigd man, en als een decadente libertijn.
Volgens Suetonius was Domitianus' interesse in kunst en literatuur volledig geveinsd. Hij zou nooit de moeite hebben genomen om zich vertrouwd te maken met de klassieke auteurs. Andere passages, die bijvoorbeeld zinspelen op Domitianus' voorliefde om zich uit te drukken in epigrammen, suggereren echter dat hij bekend moet zijn geweest met klassieke schrijvers. Verder trad hij ook als beschermheer van dichters en architecten, stelde hij een Olympische Spelen voor de kunsten in en liet hij op eigen kosten de bibliotheek van Rome herstellen, nadat deze eerder was afgebrand.
De Vita Caesarum is ook de bron van een aantal schandalige verhalen over Domitianus' huwelijksleven. Volgens Suetonius, werd Domitia Longina in 83 verbannen als gevolg van een affaire met een beroemde acteur met de naam Paris. Toen Domitianus daarachter kwam, zou hij naar verluidt Paris op straat hebben laten vermoorden en prompt van zijn vrouw zijn gescheiden. Suetonius voegt hier verder aan toe dat toen Domitia eenmaal was verbannen, Domitianus zijn nicht Julia als zijn minnares nam. Deze zou in het jaar 90 als gevolg van een mislukte abortus zijn gestorven.
Moderne historici beschouwen dit verhaal als zeer ongeloofwaardig. Zij merken op dat kwaadaardige geruchten zoals deze over Domitia's vermeende ontrouw gretig door post-Domitiaanse auteurs werden herhaald. Zo konden zij de hypocrisie van de keizer aan de kaak stellen die in het openbaar een terugkeer naar de moraal uit de tijd van keizer Augustus preekte, terwijl hij zich in zijn privé-leven overgaf aan excessen en hij de leiding had over een corrupt hof. Niettemin heeft de levensbeschrijving van Suetonius de keizerlijke geschiedschrijving eeuwenlang gedomineerd.
Hoewel Tacitus meestal als de meest betrouwbare auteur van zijn tijd wordt beschouwd, worden zijn standpunten over Domitianus gecompliceerd door het feit dat zijn schoonvader, Gnaeus Julius Agricola, mogelijk een persoonlijke vijand van de keizer is geweest. In zijn biografische werk Agricola, stelde Tacitus dat Agricola werd gedwongen met pensioen te gaan, omdat zijn triomf over de Caledoniërs Domitianus' eigen ontoereikendheid als militair commandant illustreerde. Verschillende moderne auteurs zoals Dorey hebben echter het tegenovergestelde betoogd: Agricola zou in feite een goede vriend van Domitianus zijn geweest. Tacitus zou met deze passage, nadat Nerva aan de macht was gekomen, enkel hebben getracht om zijn familie van de gevallen dynastie te distantiëren.
Tacitus' belangrijke historische werken, waaronder de Historiae en de biografie over Agricola werden alle pas na de dood van Domitianus ten tijde van diens opvolgers Nerva (96-98) en Trajanus (98-117) geschreven en gepubliceerd. Helaas is het deel van Tacitus' Historiae dat de regeerperiode van de Flavische dynastie beschrijft bijna geheel verloren gegaan. Zijn opvattingen over Domitianus hebben alleen overleefd door korte opmerkingen in zijn eerste vijf boeken, en de korte, maar zeer negatieve karakterisering in de Agricola, waarin hij de militaire inspanningen van Domitianus ernstig bekritiseert. Toch erkent Tacitus dat hij de Flaviërs met betrekking tot zijn eigen publieke loopbaan dank verschuldigd is.
Andere invloedrijke 2e-eeuwse auteurs waren onder andere Juvenalis en Plinius de Jongere, een vriend van Tacitus, die in 100 zijn beroemde Panygericus Traiani uitsprak met in gehoor Trajanus en de Romeinse Senaat. Zij verkondigden dat een nieuw tijdperk van herstelde vrijheid was aangebroken, terwijl zij Domitianus als een tiran veroordeelden. Juvenalis schreef een satire op het Domitiaanse hof. In deze Satires beschreef hij de keizer en diens entourage als corrupt, gewelddadig en onrechtvaardig. Mede als gevolg hiervan werd de anti-Domitiaanse traditie die zich tegen het het einde van de 2e eeuw had gevestigd, in de 3e eeuw nog zelfs versterkt door vroege kerkhistorici, die Domitianus als een vroege vervolger van christenen identificeerden, zoals in de handelingen van Johannes.

### Modern revisionisme
Tot ver in de 20e eeuw overheerste in de geschiedschrijving een negatief oordeel over Domitianus. Pas in de twintigste eeuw kwam zijn regime mede door invloed van archeologische en numismatische ontdekkingen opnieuw onder de aandacht. Deze ontdekkingen noodzaakten tot een herziening van de literaire traditie die teruggaat op Tacitus en Plinius. In 1930 beargumenteerde Ronald Syme een volledige heroverweging van het financiële beleid van Domitianus. dat tot dan toe grotendeels als een ramp werd gezien. Hij openende zijn artikel met de onderstaande introductie:

.. Het werk van de spade en het gebruik van gezond verstand hebben veel gedaan om de invloed van Tacitus en Plinius te verzachten en de nagedachtenis van Domitianus te verlossen van schande of vergetelheid. Maar er moet nog veel gedaan worden.

Ronald Syme, Imperial finances under Domitian, Nerva and Trajan

In de loop van de 20e eeuw werd Domitianus' militair, bestuurlijk en economische beleid opnieuw geëvalueerd. Nieuwe boeken over Domitianus werden echter pas sinds de jaren 1990 gepubliceerd, bijna honderd jaar na Stéphane Gsells, Essai sur le règne de l'empereur Domitien (1894). De belangrijkste daarvan waren The Emperor Domitian, door Brian W. Jones. In zijn monografie concludeert Jones dat Domitianus een meedogenloze, maar efficiënte autocraat was. Gedurende het grootste deel van zijn regering bestond er geen wijdverspreide ontevredenheid over de keizer of zijn regime. Zijn meedogenloosheid werd slechts door een kleine, maar zeer luidruchtige minderheid gevoeld, die later zijn despotisme overdreef in het voordeel van de dynastie van de als goed beschouwde adoptiefkeizers, die direct op de heerschappij van Domitianus volgde.
Domitianus' buitenlands beleid was realistisch. Hij waagde zich niet aan expansionistische oorlogen en onderhandelde over vrede in een tijd dat de Romeinse militaire traditie agressieve veroveringen verlangde. Zijn efficiënte economische programma handhaafde het metaalgehalte van de Romeinse munt op een standaard die in de verdere geschiedenis van het Romeinse Rijk nooit meer zou worden bereikt. Vervolging van religieuze minderheden, zoals joden en christenen, was niet aan de orde. Domitianus' bewind toonde totalitaire kenmerken. Als keizer zag Domitianus zichzelf als de nieuwe Augustus, een verlicht despoot die voorbestemd was om het Romeinse Rijk te leiden in een nieuw tijdperk van Flavische renaissance.
Religieuze, militaire en culturele propaganda bevorderden een cultus van persoonsverheerlijking. Domitianus vergoddelijkte drie van zijn familieleden en richtte enorme standbeelden en gebouwen op ter herdenking van de prestaties van de Flavische dynastie. Er werden uitgebreide triomfen gevierd om zijn imago als krijger-keizer kracht bij te zetten. Veel van deze triomfen waren echter onverdiend of voorbarig. Door zichzelf als permanente censor te benoemen, probeerde hij zowel de publieke als de private moraal naar zijn hand te zetten.
Domitianus was persoonlijk bij alle takken van de regering betrokken. Hij pakte met succes de corruptie onder ambtenaren aan. De donkere kant van zijn censoriale macht deed hem de vrijheid van meningsuiting sterk beperken, Ook onderdrukte hij in toenemende mate de Romeinse Senaat. Smaad werd met verbanning of de doodstraf gestraft. Vanwege zijn achterdochtige aard maakte hij steeds meer gebruik van informatie die hij verkreeg van informanten om, indien nodig, valse beschuldigingen van verraad kracht bij te zetten.
Hoewel contemporaine historici Domitianus na zijn dood als een misdadiger beschreven, werd tijdens zijn bewind de basis gelegd voor het principaat van de vreedzame 2e eeuw. Zijn opvolgers Nerva en Trajanus waren weliswaar minder restrictief in de beperking van de persoonlijke vrijheid van senatoren, maar hun politiek verschilde in werkelijkheid weinig van die van Domitianus. Veel meer dan een "sombere coda aan het einde van ... 1e eeuw" bloeide het Romeinse Rijk tussen 81 en 96, in een regering die door Theodor Mommsen werd beschreven als het sombere maar intelligente despotisme van Domitianus.

## Stamboom
|                       |                       |                       |                       |                       |                       |                       |                       |                       |                       |                       |                       |                       |                       | Flavius Sabinus | Flavius Sabinus | Flavius Sabinus | Flavius Sabinus | Flavius Sabinus | Flavius Sabinus |  |  | Vespasia Polla    | Vespasia Polla    | Vespasia Polla    | Vespasia Polla    | Vespasia Polla        | Vespasia Polla        |                       |                       |                       |                       |                     |                     |                     |                     |            |            |                     |                     |                     |                     |                     |                     |  |  |                    |                    |                    |                    |                    |                    |  |  |                 |                 |                 |                 |                       |                       |                       |                       |                       |                       |                      |                      |                      |                      |                  |                  |                            |                            |                            |                            |                            |                            |
|                       |                       |                       |                       |                       |                       |                       |                       |                       |                       |                       |                       |                       |                       | Flavius Sabinus | Flavius Sabinus | Flavius Sabinus | Flavius Sabinus | Flavius Sabinus | Flavius Sabinus |  |  | Vespasia Polla    | Vespasia Polla    | Vespasia Polla    | Vespasia Polla    | Vespasia Polla        | Vespasia Polla        |                       |                       |                       |                       |                     |                     |                     |                     |            |            |                     |                     |                     |                     |                     |                     |  |  |                    |                    |                    |                    |                    |                    |  |  |                 |                 |                 |                 |                       |                       |                       |                       |                       |                       |                      |                      |                      |                      |                  |                  |                            |                            |                            |                            |                            |                            |
|                       |                       |                       |                       |                       |                       |                       |                       |                       |                       |                       |                       |                       |                       |                 |                 |                 |                 |                 |                 |  |  |                   |                   |                   |                   |                       |                       |                       |                       |                       |                       |                     |                     |                     |                     |            |            |                     |                     |                     |                     |                     |                     |  |  |                    |                    |                    |                    |                    |                    |  |  |                 |                 |                 |                 |                       |                       |                       |                       |                       |                       |                      |                      |                      |                      |                  |                  |                            |                            |                            |                            |                            |                            |
|                       |                       |                       |                       |                       |                       |                       |                       |                       |                       |                       |                       |                       |                       |                 |                 |                 |                 |                 |                 |  |  |                   |                   |                   |                   |                       |                       |                       |                       |                       |                       |                     |                     |                     |                     |            |            |                     |                     |                     |                     |                     |                     |  |  |                    |                    |                    |                    |                    |                    |  |  |                 |                 |                 |                 |                       |                       |                       |                       |                       |                       |                      |                      |                      |                      |                  |                  |                            |                            |                            |                            |                            |                            |
|                       |                       |                       |                       | Titus Flavius Sabinus | Titus Flavius Sabinus | Titus Flavius Sabinus | Titus Flavius Sabinus | Titus Flavius Sabinus | Titus Flavius Sabinus |                       |                       |                       |                       |                 |                 |                 |                 |                 |                 |  |  |                   |                   |                   |                   |                       |                       |                       |                       | Vespasianus 69 - 79   | Vespasianus 69 - 79   | Vespasianus 69 - 79 | Vespasianus 69 - 79 | Vespasianus 69 - 79 | Vespasianus 69 - 79 |            |            | Domitilla de Oudere | Domitilla de Oudere | Domitilla de Oudere | Domitilla de Oudere | Domitilla de Oudere | Domitilla de Oudere |  |  |                    |                    |                    |                    |                    |                    |  |  |                 |                 |                 |                 |                       |                       |                       |                       |                       |                       |                      |                      |                      |                      |                  |                  |                            |                            |                            |                            |                            |                            |
|                       |                       |                       |                       | Titus Flavius Sabinus | Titus Flavius Sabinus | Titus Flavius Sabinus | Titus Flavius Sabinus | Titus Flavius Sabinus | Titus Flavius Sabinus |                       |                       |                       |                       |                 |                 |                 |                 |                 |                 |  |  |                   |                   |                   |                   |                       |                       |                       |                       | Vespasianus 69 - 79   | Vespasianus 69 - 79   | Vespasianus 69 - 79 | Vespasianus 69 - 79 | Vespasianus 69 - 79 | Vespasianus 69 - 79 |            |            | Domitilla de Oudere | Domitilla de Oudere | Domitilla de Oudere | Domitilla de Oudere | Domitilla de Oudere | Domitilla de Oudere |  |  |                    |                    |                    |                    |                    |                    |  |  |                 |                 |                 |                 |                       |                       |                       |                       |                       |                       |                      |                      |                      |                      |                  |                  |                            |                            |                            |                            |                            |                            |
|                       |                       |                       |                       |                       |                       |                       |                       |                       |                       |                       |                       |                       |                       |                 |                 |                 |                 |                 |                 |  |  |                   |                   |                   |                   |                       |                       |                       |                       |                       |                       |                     |                     |                     |                     |            |            |                     |                     |                     |                     |                     |                     |  |  |                    |                    |                    |                    |                    |                    |  |  |                 |                 |                 |                 |                       |                       |                       |                       |                       |                       |                      |                      |                      |                      |                  |                  |                            |                            |                            |                            |                            |                            |
|                       |                       |                       |                       |                       |                       |                       |                       |                       |                       |                       |                       |                       |                       |                 |                 |                 |                 |                 |                 |  |  |                   |                   |                   |                   |                       |                       |                       |                       |                       |                       |                     |                     |                     |                     |            |            |                     |                     |                     |                     |                     |                     |  |  |                    |                    |                    |                    |                    |                    |  |  |                 |                 |                 |                 |                       |                       |                       |                       |                       |                       |                      |                      |                      |                      |                  |                  |                            |                            |                            |                            |                            |                            |
| Titus Flavius Sabinus | Titus Flavius Sabinus | Titus Flavius Sabinus | Titus Flavius Sabinus | Titus Flavius Sabinus | Titus Flavius Sabinus |                       |                       | Titus Flavius Clemens | Titus Flavius Clemens | Titus Flavius Clemens | Titus Flavius Clemens | Titus Flavius Clemens | Titus Flavius Clemens |                 |                 |                 |                 |                 |                 |  |  | Arrecina Tertulla | Arrecina Tertulla | Arrecina Tertulla | Arrecina Tertulla | Arrecina Tertulla     | Arrecina Tertulla     |                       |                       | Titus 79 - 81         | Titus 79 - 81         | Titus 79 - 81       | Titus 79 - 81       | Titus 79 - 81       | Titus 79 - 81       |            |            | Marcia Furnilla     | Marcia Furnilla     | Marcia Furnilla     | Marcia Furnilla     | Marcia Furnilla     | Marcia Furnilla     |  |  | Domitianus 81 - 96 | Domitianus 81 - 96 | Domitianus 81 - 96 | Domitianus 81 - 96 | Domitianus 81 - 96 | Domitianus 81 - 96 |  |  | Domitia Longina | Domitia Longina | Domitia Longina | Domitia Longina | Domitia Longina       | Domitia Longina       |                       |                       | Domitilla de Jongere  | Domitilla de Jongere  | Domitilla de Jongere | Domitilla de Jongere | Domitilla de Jongere | Domitilla de Jongere |                  |                  | Quintus Petillius Cerialis | Quintus Petillius Cerialis | Quintus Petillius Cerialis | Quintus Petillius Cerialis | Quintus Petillius Cerialis | Quintus Petillius Cerialis |
| Titus Flavius Sabinus | Titus Flavius Sabinus | Titus Flavius Sabinus | Titus Flavius Sabinus | Titus Flavius Sabinus | Titus Flavius Sabinus |                       |                       | Titus Flavius Clemens | Titus Flavius Clemens | Titus Flavius Clemens | Titus Flavius Clemens | Titus Flavius Clemens | Titus Flavius Clemens |                 |                 |                 |                 |                 |                 |  |  | Arrecina Tertulla | Arrecina Tertulla | Arrecina Tertulla | Arrecina Tertulla | Arrecina Tertulla     | Arrecina Tertulla     |                       |                       | Titus 79 - 81         | Titus 79 - 81         | Titus 79 - 81       | Titus 79 - 81       | Titus 79 - 81       | Titus 79 - 81       |            |            | Marcia Furnilla     | Marcia Furnilla     | Marcia Furnilla     | Marcia Furnilla     | Marcia Furnilla     | Marcia Furnilla     |  |  | Domitianus 81 - 96 | Domitianus 81 - 96 | Domitianus 81 - 96 | Domitianus 81 - 96 | Domitianus 81 - 96 | Domitianus 81 - 96 |  |  | Domitia Longina | Domitia Longina | Domitia Longina | Domitia Longina | Domitia Longina       | Domitia Longina       |                       |                       | Domitilla de Jongere  | Domitilla de Jongere  | Domitilla de Jongere | Domitilla de Jongere | Domitilla de Jongere | Domitilla de Jongere |                  |                  | Quintus Petillius Cerialis | Quintus Petillius Cerialis | Quintus Petillius Cerialis | Quintus Petillius Cerialis | Quintus Petillius Cerialis | Quintus Petillius Cerialis |
|                       |                       |                       |                       |                       |                       |                       |                       |                       |                       |                       |                       |                       |                       |                 |                 |                 |                 |                 |                 |  |  |                   |                   |                   |                   |                       |                       |                       |                       |                       |                       |                     |                     |                     |                     |            |            |                     |                     |                     |                     |                     |                     |  |  |                    |                    |                    |                    |                    |                    |  |  |                 |                 |                 |                 |                       |                       |                       |                       |                       |                       |                      |                      |                      |                      |                  |                  |                            |                            |                            |                            |                            |                            |
|                       |                       |                       |                       |                       |                       |                       |                       |                       |                       |                       |                       |                       |                       |                 |                 |                 |                 |                 |                 |  |  |                   |                   |                   |                   | Titus Flavius Sabinus | Titus Flavius Sabinus | Titus Flavius Sabinus | Titus Flavius Sabinus | Titus Flavius Sabinus | Titus Flavius Sabinus |                     |                     | Julia Titi          | Julia Titi          | Julia Titi | Julia Titi | Julia Titi          | Julia Titi          |                     |                     |                     |                     |  |  |                    |                    |                    |                    |                    |                    |  |  |                 |                 |                 |                 | Titus Flavius Clemens | Titus Flavius Clemens | Titus Flavius Clemens | Titus Flavius Clemens | Titus Flavius Clemens | Titus Flavius Clemens |                      |                      | Flavia Domitilla     | Flavia Domitilla     | Flavia Domitilla | Flavia Domitilla | Flavia Domitilla           | Flavia Domitilla           |                            |                            |                            |                            |
|                       |                       |                       |                       |                       |                       |                       |                       |                       |                       |                       |                       |                       |                       |                 |                 |                 |                 |                 |                 |  |  |                   |                   |                   |                   | Titus Flavius Sabinus | Titus Flavius Sabinus | Titus Flavius Sabinus | Titus Flavius Sabinus | Titus Flavius Sabinus | Titus Flavius Sabinus |                     |                     | Julia Titi          | Julia Titi          | Julia Titi | Julia Titi | Julia Titi          | Julia Titi          |                     |                     |                     |                     |  |  |                    |                    |                    |                    |                    |                    |  |  |                 |                 |                 |                 | Titus Flavius Clemens | Titus Flavius Clemens | Titus Flavius Clemens | Titus Flavius Clemens | Titus Flavius Clemens | Titus Flavius Clemens |                      |                      | Flavia Domitilla     | Flavia Domitilla     | Flavia Domitilla | Flavia Domitilla | Flavia Domitilla           | Flavia Domitilla           |                            |                            |                            |                            |